# Evaristo
Evaristo  è un nome proprio di persona italiano maschile.

## Varianti
- Ipocoristici: Varisto
- Femminili: Evarista

### Varianti in altre lingue
- Francese: Évariste[2]
- Greco antico: Εὐάρεστος (Euarestos), Εὐάριστος (Euaristos)[2]
- Latino: Evaristus[1][2]
- Polacco: Ewaryst
- Portoghese: Evaristo[2]
- Spagnolo: Evaristo[2]

## Origine e diffusione
Deriva dal nome greco Εὐάρεστος (Euarestos); è composto da εὖ (eu, "bene"), e ἀρεστός (arestos, "che piace", "piacevole"), quindi "gradevole", "ben accetto"; per etimologia popolare è stato associato al termine ἄριστος (aristos, "migliore"), assumendo la forma Εὐάριστος (Euaristos), tramandatasi poi alla forma latina Evaristus.

## Onomastico
L'onomastico si può festeggiare in memoria di più santi, alle date seguenti:
- 14 ottobre, sant'Evaristo, martire a Cesarea in Cappadocia sotto Diocleziano[3][4]
- 27 ottobre, sant'Evaristo, papa e martire sotto Adriano[5]
- 23 dicembre, sant'Evaristo, martire a Candia (Creta) sotto Decio[3][6]
- 26 dicembre, sant'Evaristo di Costantinopoli, abate[5]

## Persone
- Evaristo, papa e santo

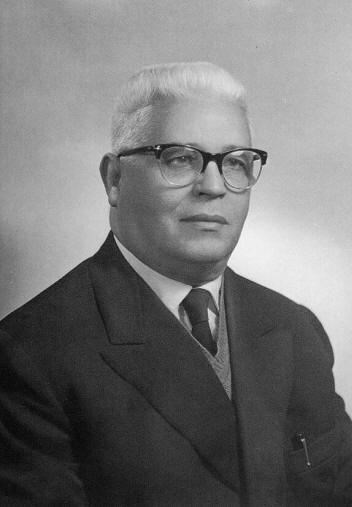
Evaristo Madeddu

- Evaristo Barrera, calciatore e allenatore di calcio argentino
- Evaristo Baschenis, pittore italiano
- Evaristo Beccalossi, calciatore italiano
- Evaristo Carriego, poeta argentino
- Evaristo Felice Dall'Abaco, compositore e violoncellista italiano
- Evaristo de Chirico, ingegnere italiano
- Evaristo de Macedo, calciatore e allenatore di calcio brasiliano
- Evaristo Frisoni, calciatore e allenatore di calcio italiano
- Evaristo Isasi, calciatore paraguaiano
- Evaristo Lucidi, cardinale italiano
- Evaristo Madeddu, religioso italiano
- Evaristo Malavasi, calciatore italiano
- Evaristo Pérez Torices, allenatore di pallacanestro spagnolo
- Evaristo Prendes, schermidore argentino
- Evaristo Principe, scrittore e saggista italiano

### Variante Évariste
- Évariste Carpentier, pittore belga
- Évariste de Parny, poeta francese

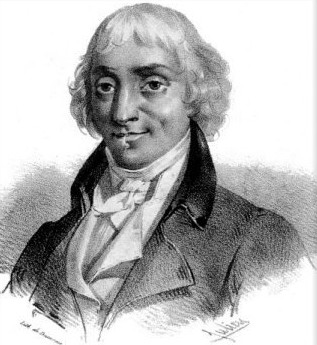
Évariste de Parny

- Évariste Galois, matematico francese
- Évariste Lévi-Provençal, arabista, islamista e storico francese
- Évariste-Vital Luminais, pittore francese

### Variante Ewaryst
- Ewaryst Łój, cestista polacco